# Американська конвенція з прав людини
Американська конвенція про права людини або Пакт Сан-Хосе — регіональна конвенція про захист прав людини (головним чином громадянські і політичні), ухвалена у 1969 році, набрала чинності у 1978 році. Учасниками можуть бути країни-члени ОАД; на вересень 2012 року в конвенції беруть участь 24 з 34 членів ОАД; ще одна країна раніше була учасницею конвенції, але денонсувала її (Тринідад і Тобаго). Одна з 24 учасниць конвенції, Венесуела, у вересні 2012 року оголосила про денонсацію конвенції, яка набуде чинності через рік після оголошення..

## Права які захищаються декларацією
В преамбулі документа говориться про те, що «міжнародний захист прав людини має бути одним з принципів еволюції американського права». Далі зафіксовано 27 прав і 10 обов'язків людини. Перший перелік охоплює громадянські, політичні, соціальні, економічні права та права у сфері культури: право на життя, право на свободу, право на безпеку особи, право на рівність перед законом, право на справедливий суд, право на захист від незаконного арешту, право на притулок. Окремо виділені права на віросповідання, асоціації та об'єднання.
Декларація захищає право власності, право на здоров'я та освіту, працю, відпочинок, соціальний захист тощо. Перелік обов'язків людини охоплює обов'язки щодо суспільства, дітей і батьків, обов'язок брати участь у голосуваннях, виконувати закони, служити суспільству та нації, платити податки, працювати, утримуватися від політичної діяльності в інших країнах тощо. Конвенція закріпила: право на життя та людське поводження; свободу від рабства та від законів, які не діють; право на компенсацію у разі юридичної помилки; свободу асоціацій та об'єднань; свободу релігії; право на національність і власність; свободу місця проживання та пересування; право на рівний захист.

## Структура
Конвенція складається з 3 частин — «Обов'язки держави і захищаються права», «Засоби захисту» та «Загальні положення», — які поділяються на 11 розділів.

## Протоколи
У 1988 році прийнятий Сан-Сальвадорський протокол, що закріплює ряд соціально-економічних прав та набув чинності в 1999 році. У ньому на початок 2010 року беруть участь 14 країн.
У 1990 році прийнятий Протокол про скасування смертної кари, що допускає застереження про збереження смертної кари у воєнний час. У ньому на початок 2010 року беруть участь 11 країн.

## Нагляд
Заяви про порушення Конвенції можуть подаватися приватними особами або, з особливої згоди відповідача, іншою країною-учасницею Конвенції. Заяви приватних осіб спочатку надходять у Міжамериканську комісію з прав людини, яка вирішує питання про їх передачу на розгляд заснованим Конвенцією Міжамериканським судом з прав людини, якщо держава-відповідач визнає юрисдикцію суду. Відповідно до конвенції утворено Міжамериканську комісію з прав людини та Міжамериканський суд з прав людини. Обидва органи складаються з 7 осіб кожний. Місце перебування комісії — м. Вашингтон (США), суду — м. Сан-Хосе (Коста-Рика).

## Повноваження Міжамериканської комісії з прав людини
За статутом комісія має комплекс повноважень (ст. 9): готувати огляди, звіти та рекомендації для урядів щодо заходів на користь прав людини у межах внутрішнього законодавства країн тощо. Комісію з прав людини уповноважено також приймати індивідуальні петиції. Водночас було обмежено коло прав та обов'язків людини, порушення яких можна було оскаржувати в таких петиціях. Це, зокрема, право на життя, свободу, безпеку особи; рівність перед законом; свобода віросповідання; свобода слова; свобода від незаконного арешту; право на відповідну правову процедуру. Протоколом 1970 статус комісії було змінено. її перетворено на офіційний орган ОАД для нагляду за забезпеченням прав людини та виконання консультативних функцій.

## Країни що ратифікували конвенцію
Конвенцію ратифікували 24 країни з 35, що входять в Організацію американських держав: Аргентина, Барбадос, Болівія, Бразилія, Венесуела, Гаїті, Гватемала, Гондурас, Гренада, Домініка, Домініканська Республіка, Колумбія, Коста-Рика, Мексика, Нікарагуа, Панама, Парагвай, Перу, Сальвадор, Суринам, Уругвай, Чилі, Еквадор, Ямайка. Мексика ратифікувала конвенцію з обмовкою, що дозволяє не визнавати право ембріона на життя з моменту зачаття.